# المعهد الوطني العالي للسينما (الجزائر)
المعهد الوطني العالي للسينما محمد الأخضر حمينة هو أول مؤسسة جامعية جزائرية للتكوين في مجال السينما تابع لوزارتي الثقافة، والتعليم العالي، ومقره في القليعة بولاية تيبازة، أنشئ سنة 2024.

## التكوين
ومن المقرر أن يشمل التكوين بنظام "ليسانس ماستر دكتوراه" في التخصصات التالية:
- السيناريو.
- الإخراج.
- التصوير السينمائي.
- التركيب والمونتاج.
- هندسة الصوت.
- الإضاءة.
- الإنتاج.
- السينما التجريبية.
- السينما الوثائقية.